# Episodi di Cowboy in Africa
La prima e unica stagione della serie televisiva Cowboy in Africa è andata in onda negli Stati Uniti dall'11 settembre 1967 al 1º aprile 1968 sulla ABC.
| nº | Titolo originale                 | Prima TV USA      | Titolo italiano | Prima TV Italia |
| -- | -------------------------------- | ----------------- | --------------- | --------------- |
| 1  | The New World                    | 11 settembre 1967 |                 |                 |
| 2  | Kifaru! Kifaru!                  | 18 settembre 1967 |                 |                 |
| 3  | Incident at Derati Wells         | 25 settembre 1967 |                 |                 |
| 4  | What's an Elephant Mother to Do? | 2 ottobre 1967    |                 |                 |
| 5  | Search for Survival              | 9 ottobre 1967    |                 |                 |
| 6  | Stone Age Safari                 | 16 ottobre 1967   |                 |                 |
| 7  | The Adopted One                  | 23 ottobre 1967   |                 |                 |
| 8  | Fang and Claw                    | 30 ottobre 1967   |                 |                 |
| 9  | The Time of the Predator         | 6 novembre 1967   |                 |                 |
| 10 | Lake Sinclair                    | 13 novembre 1967  |                 |                 |
| 11 | Tomorrow on the Wind             | 20 novembre 1967  |                 |                 |
| 12 | Little Boy Lost                  | 27 novembre 1967  |                 |                 |
| 13 | The Man Who Has Everything       | 4 dicembre 1967   |                 |                 |
| 14 | To Build a Beginning             | 11 dicembre 1967  |                 |                 |
| 15 | The Hesitant Hero                | 18 dicembre 1967  |                 |                 |
| 16 | African Rodeo: Part 1            | 15 gennaio 1968   |                 |                 |
| 17 | African Rodeo: Part 2            | 22 gennaio 1968   |                 |                 |
| 18 | First to Capture                 | 29 gennaio 1968   |                 |                 |
| 19 | The Red Hand of Michael O'Neill  | 5 febbraio 1968   |                 |                 |
| 20 | The Quiet Death                  | 19 febbraio 1968  |                 |                 |
| 21 | A Man of Value                   | 26 febbraio 1968  |                 |                 |
| 22 | Search and Destroy               | 5 marzo 1968      |                 |                 |
| 23 | Work of Art                      | 11 marzo 1968     |                 |                 |
| 24 | John Henry's Eden                | 18 marzo 1968     |                 |                 |
| 25 | The Lions                        | 25 marzo 1968     |                 |                 |
| 26 | The Kasubi Death                 | 1º aprile 1968    |                 |                 |

## The New World
- Prima televisiva: 11 settembre 1967
- Diretto da: Andrew Marton
- Scritto da: Andy White

### Trama
- Guest star: Antoinette Bower (Bibi Graf), Frank Marth (Kurt Neumann), Jon Shank (capomastro di Neumann)

## Kifaru! Kifaru!
- Prima televisiva: 18 settembre 1967
- Diretto da: Andrew Marton
- Scritto da: Norman Katkov

### Trama
- Guest star: Peter Bromilow (Tom Fordyce), Dodie Marshall (Martha Sawyer), Joanna Moore (Peggy Fisher)

## Incident at Derati Wells
- Prima televisiva: 25 settembre 1967
- Diretto da: Allen Reisner
- Scritto da: Robert Sabaroff

### Trama
- Guest star: Yaphet Kotto (Musa), Rupert Crosse (Jama)

## What's an Elephant Mother to Do?
- Prima televisiva: 2 ottobre 1967
- Diretto da: Allen Reisner
- Soggetto di: Roswell Rogers

### Trama
- Guest star: Lynda Day George (Liz), Torin Thatcher (Hawkins), Paul Winfield (Kabutu)

## Search for Survival
- Prima televisiva: 9 ottobre 1967

### Trama
- Guest star: Isaac Fields (Kanya), Cindy Eilbacher (Carol), Khalil Bezaleel (Masai Chief)

## Stone Age Safari
- Prima televisiva: 16 ottobre 1967
- Diretto da: Andrew Marton
- Scritto da: Palmer Thompson

### Trama
- Guest star: Anne Baxter (Erica Holloway), James McEachin (Dr Lee Matsis), Rex Ingram (Nhinga), Emily Banks (Ann Marlow)

## The Adopted One
- Prima televisiva: 23 ottobre 1967

### Trama
- Guest star: William Mims (Arne Petersen), Lisa Pera (Signe Petersen)

## Fang and Claw
- Prima televisiva: 30 ottobre 1967
- Diretto da: Andrew McCullough
- Scritto da: Penrod Smith

### Trama
- Guest star: Louis Gossett, Jr. (Fulah), James Gregory (Blue Eyes), Arthur Adams (Ebawa), Robert Rhodes (Fred)

## The Time of the Predator
- Prima televisiva: 6 novembre 1967
- Diretto da: Andrew Marton

### Trama
- Guest star: Bill Russell (Jasiri), Ken Gampu (Mulanda)

## Lake Sinclair
- Prima televisiva: 13 novembre 1967
- Diretto da: Jack Arnold
- Soggetto di: Norman Katkov

### Trama
- Guest star: Zara Cully (madre di Jacob), Earl Smith (padre di Jacob), Albert Popwell (Lukova), Gloria Calomee (Mageela), Rockne Tarkington (Jacob), Ken Renard (Joma)

## Tomorrow on the Wind
- Prima televisiva: 20 novembre 1967
- Diretto da: Andrew McCullough
- Soggetto di: Sam Roeca

### Trama
- Guest star: Richard Elkins (Jenga), Alvin Childress (vecchio), Paul Jackson Jr (Chuma), Pepe Brown (Tibu), Cicely Tyson (Julie Anderson)

## Little Boy Lost
- Prima televisiva: 27 novembre 1967
- Diretto da: Jeffrey Hayden
- Scritto da: Jay Simms

### Trama
- Guest star: Kyle Johnson (Gasausa), Tony White (Mobo), Kenneth Lupper (Pemba), Charles Lampkin (Dr Merar), Stan Duke (Mybayo), Todd Martin (Straub)

## The Man Who Has Everything
- Prima televisiva: 4 dicembre 1967

### Trama
- Guest star: Edward Mulhare (Brian Hilliard), Hagan Beggs (Derek), James Wainwright (George)

## To Build a Beginning
- Prima televisiva: 11 dicembre 1967

### Trama
- Guest star: Robert Rhodes (Fred), Kay E. Kuter (A'Kuina), Kamala Devi (M'Koru), Don Megowan (Sims), Chester Washington (M'Kana)

## The Hesitant Hero
- Prima televisiva: 18 dicembre 1967

### Trama
- Guest star: Richard Eastham (Whitaker), Brooke Bundy (Ellen)

## African Rodeo: Part 1
- Prima televisiva: 15 gennaio 1968
- Diretto da: Alex March
- Scritto da: Gordon Dawson

### Trama
- Guest star: Jan Murray (Trevor Wellington), Alejandro Rey (Ruy), Michael Conrad (Jorge), Ronald Feinberg (Hannible)

## African Rodeo: Part 2
- Prima televisiva: 22 gennaio 1968
- Diretto da: Alex March
- Scritto da: Gordon Dawson

### Trama
- Guest star: Ronald Feinberg (Hannible), Albert Popwell (Van Allen), Michael Jackson (se stesso), Tom Kelly (George Kirgo), Jan Murray (Trevor Wellington), Alejandro Rey (Ruy), Michael Conrad (Jorge), Regis Philbin (Bernie Levine)

## First to Capture
- Prima televisiva: 29 gennaio 1968

### Trama
- Guest star: James Whitmore (Ryan Crose), Rex Holman (Matt Crose), Alex Dreier (Philip Martin), Michael Burns (Dan Crose)

## The Red Hand of Michael O'Neill
- Prima televisiva: 5 febbraio 1968

### Trama
- Guest star: Mac McLaughlin (Buck O'Neill), Timothy Carey (Mike O'Neill), Bonnie Beecher (Deirdre O'Neill)

## The Quiet Death
- Prima televisiva: 19 febbraio 1968
- Diretto da: Earl Bellamy
- Scritto da: Ed Adamson

### Trama
- Guest star: Arthur Adams (ispettore Ebawa), Isaac Fields (guerriero), Len Birman (Dr Lawson), Robert DoQui (Rendula), David Roberts (proprietario mandria), Louis Gossett, Jr. (Joseph Hemera)

## A Man of Value
- Prima televisiva: 26 febbraio 1968
- Diretto da: Earl Bellamy
- Scritto da: Jay Simms, John O'Dea

### Trama
- Guest star: Michael St. Clair (Harry Hockett), Jordan Morris (Josef), Patrick Hongan (Sean Bassity), James Edwards (Shendi Suakin), John Alderson (Baronis)

## Search and Destroy
- Prima televisiva: 5 marzo 1968

### Trama
- Guest star: Don Drysdale (Fairchild), Jeff Burton (Dr Grambi), Jason Wingreen (Sid), Cliff Osmond (Frank Bentley)

## Work of Art
- Prima televisiva: 11 marzo 1968
- Diretto da: Lawrence Dobkin
- Scritto da: Frank L. Moss

### Trama
- Guest star: Madlyn Rhue (Christine Blaine)

## John Henry's Eden
- Prima televisiva: 18 marzo 1968
- Diretto da: Earl Bellamy
- Scritto da: Ed Adamson

### Trama
- Guest star: Harvey Jason (Albert), William Tannen (Bill)

## The Lions
- Prima televisiva: 25 marzo 1968
- Diretto da: Lawrence Dobkin
- Scritto da: Alan Caillou

### Trama
- Guest star: Royal Dano (Steven Cromwell), Antoinette Bower (Ellen Cromwell)

## The Kasubi Death
- Prima televisiva: 1º aprile 1968

### Trama
- Guest star: Michael Ansara (Ernst Rolf), Rex Ingram (Dr Tom Merar), Sue England (Claudia Rolf)